# Felice Bonetto
 Felice Bonetto  va ser un pilot de curses automobilístiques italià que va arribar a disputar curses de Fórmula 1.
Bonetto va néixer el 9 de juny del 1903 a Manerbio, prop de Brescia, Itàlia. Va morir el 2 de novembre del 1953 disputant una cursa (la Carrera Panamericana) a Silao, Mèxic.

## A la F1
Va debutar a la segona cursa de la història de la Fórmula 1 disputada el 21 de maig del 1950, el GP de Mònaco, que formava part del campionat del món de la temporada 1950 de F1, de la que va disputar només dues curses.
Felice Bonetto va participar en un total de cinquanta-sis curses puntuables pel campionat de la F1, repartides al llarg d'onze temporades a la F1, les que corresponen als anys entre 1950 i 1960.
També va disputar i guanyar nombroses curses no puntuables pel mundial de la F1.

## Resultats a la F1
| Any  | Equip                     | Xassís          | Motor                 | 1       | 2   | 3     | 4     | 5       | 6       | 7       | 8     | 9       | Posició | Punts |
| ---- | ------------------------- | --------------- | --------------------- | ------- | --- | ----- | ----- | ------- | ------- | ------- | ----- | ------- | ------- | ----- |
| 1950 | Scuderia Milano           | Maserati        | Maserati Straight-4   | GBR     | MON | 500   | SUI 5 | FRA Ret | BEL     |         |       |         | 19th    | 2     |
| 1950 | Scuderia Milano           | Milano Speluzzi | Maserati Straight-4   |         |     |       |       |         |         | ITA NVS |       |         | 19th    | 2     |
| 1951 | Alfa Romeo SpA            | Alfa Romeo      | Alfa Romeo Straight-8 | SUI     | 500 | BEL   | FRA   | GBR 4   | ALE Ret | ITA 3   |       |         | 8è      | 7     |
| 1951 | Alfa Romeo SpA            | Alfa Romeo      | Alfa Romeo Straight-8 |         |     |       |       |         |         |         | ESP 5 |         | 8è      | 7     |
| 1952 | Officine Alfieri Maserati | Maserati        | Maserati Straight-6   | SUI     | 500 | BEL   | FRA   | GBR     | ALE DSQ | HOL     | ITA 5 |         | 16th    | 2     |
| 1953 | Officine Alfieri Maserati | Maserati        | Maserati Straight-6   | ARG Ret | 500 | HOL 3 | BEL   | FRA Ret | GBR 6   | ALE 4   | SUI 4 | ITA Ret | 9è      | 6.5   |

### Resum
| Curses: | Victòries: | Pòdiums: | Poles: | Voltes ràpides: | Punts: |
| ------- | ---------- | -------- | ------ | --------------- | ------ |
| 16      | 0          | 2        | 0      | 0               | 17,5   |